# Ajay Kakkar, Baron Kakkar

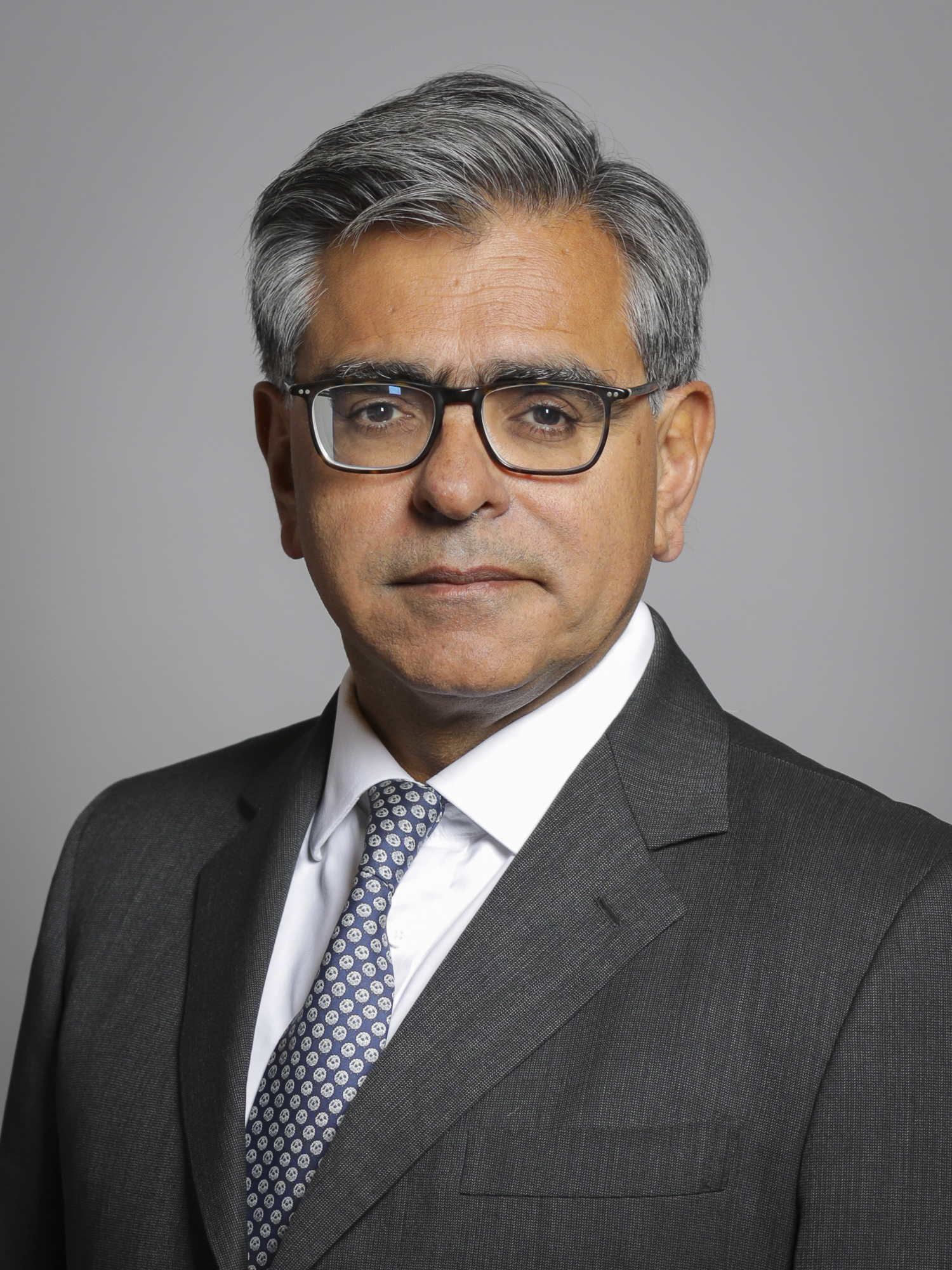
Ajay Kakkar, Baron Kakkar (2019)

Ajay Kumar Kakkar, Baron Kakkar (* 28. April 1964 in Dartford, Kent) ist ein britischer Mediziner, Politiker und Life Peer. Er ist Professor für Chirurgie und Dean für Außenbeziehungen (Dean for External Relations) an der Barts and The London School of Medicine and Dentistry des Queen Mary and Westfield College (Stand: Januar 2011).

## Leben und Karriere
Kakkar wurde 1964 in Dartford, Kent geboren. Sein Vater ist der Mediziner Vijay Kakkar, Professor Emeritus der Chirurgie (Surgical Science) an der University of London sowie Gründer und ehemaliger Direktor des Thrombosis Research Institute London. Er besuchte von 1977 bis 1982 die Alleyn’s Senior School (Roper's House) und war School Captain von 1981 bis 1982. Später studierte er Medizin an der King's College Hospital Medical School der University of London. 1985 schloss er mit einem Bachelor of Science ab. 1988 erwarb er ein Honours Degree als Bachelor of Medicine, Bachelor of Surgery. Vom Imperial College London erhielt er 1998 den Doktortitel (Ph.D.).
Kakkar war von 1988 bis 1989 Arzt im Praktikum (House Physician) und Chirurg am King's College Hospital. Von 1989 bis 1992 arbeitete er als Assistenzarzt (Junior Surgical Training) in der Chirurgie. Von 1993 bis 1996 war er Clinical Training Fellow des Medical Research Council (MRC). Dort war er anschließend von 1996 bis 1999 Clinician Scientist Fellow.
Kakkar war von 1999 bis 2004 Außerordentlicher Professor (Senior Lecturer) im Fach Chirurgie und Facharzt für Chirurgie (Honorary Consultant Surgeon) am Hammersmith Hospital des Imperial College London. An der Barts and London School of Medicine and Dentistry des Queen Mary and Westfield College ist er seit 2004 Professor der Chirurgie (Surgical Sciences) und seit 2004 Facharzt für Chirurgie des Barts and the London NHS Trust. 2006 wurde er Facharzt für Chirurgie des University College London NHS Foundation Trust.
Seine Forschungsinteressen liegen in den Bereichen Prävention und Behandlung von venösen Thromboembolien und von im Zusammenhang mit Krebs auftretenden Thrombosen, sowie insbesondere die Rolle von antithrombotischer Therapie bei lebensverlängernden Maßnahmen bei Krebs und die Rolle von die Koagulation beeinflussenden Serinproteasen in der Tumorbiologie.
Kakkar ist Vorsitzender (Chair) des Clinical Quality Directorate der University College London Partners Academic Health Science Partnership, Direktor des Thrombosis Research Institute London seit 2008 und lehrt und publiziert zu seinem Spezialgebiet. Er hat außerdem mit dem National Health Service (NHS) an dessen Strategie zur Prävention von venösen Thromboembolien (VTE) gearbeitet.

## Mitgliedschaft im House of Lords
Kakkar wurde am 22. März 2010 zum Life Peer als Baron Kakkar, of Loxbeare in the County of Devon, ernannt und am selben Tag offiziell ins House of Lords eingeführt. Er sitzt dort als Crossbencher. Bei der Einführung ins Oberhaus wurde er von Terence Higgins, Baron Higgins, und Narendra Patel, Baron Patel, unterstützt. Seine Antrittsrede hielt er am 3. Juni 2010.
Als Staaten von besonderem Interesse gibt er auf der offiziellen Webseite des House of Lords Indien und die USA an.

## Weitere Ämter
Er ist Vorsitzender des Board of Governors der Alleyn's School in Dulwich seit 2009, welche er selbst besuchte. Er ist außerdem Treuhänder (Trustee) des Dulwich Estate.
Kakkar ist Direktor der Association of Surgeons of Great Britain and Ireland Foundation. Er ist dort Mitglied des Vorstandes und Aufsichtsrates (Executive Board & Council). Außerdem war er für Alleyn's School Enterprises Ltd, einer Handelstochter der Alleyn's School, und für Dulwich Services Ltd, sowie für den Frederick Hugh House School Trust tätig.
Er ist Mitglied des Treuhandrates des Thrombosis Research Trust und bei der Wohlfahrtsorganisation London Pathway.
Außerdem ist er gelegentlich auf Honorarbasis für die Pharmaindustrie als wissenschaftlicher Berater und Gutachter im Bereich der Thromboseforschung tätig; dazu gehörten wissenschaftliche Tätigkeiten unter anderem für Aryx Therapeutics, Bayer Schering Pharma, Boehringer Ingelheim, Bristol-Myers Squibb, Canyon Pharmaceuticals, Ersai Inc, GlaxoSmithKline, Pfizer und Sanofi-Aventis.

## Ehrungen
1992 wurde er Fellow des Royal College of Surgeons. Kakkar erhielt unter anderem 1996 den Titel des Hunterian Professor des Royal College of Surgeons of England und den David Patey Prize der Surgical Research Society of Great Britain and Ireland. 1997 erhielt er den Knoll William Harvey Prize der International Society on Thrombosis and Haemostasis. 2006 wurde er Fellow der James IV Association of Surgeons. 2009 hielt er die Eröffnungsvorlesung (Welcome Lecture) bei der Royal Society of Medicine.
2024 wurde er von König Charles III. zum Ritter des Hosenbandorden berufen.